# Potencijalni BDP
Potencijalni BDP pokazuje maksimalnu količinu dobara koju privreda može proizvesti pri stabilnim cijenama. Potencijalna proizvodnja se ponekad naziva proizvodnjom s visokom razinom zaposlenosti. Zbog postojanja poslovnih ciklusa, stvarni BDP se razlikuje od potencijalnog.
Postojanje BDP jaza govori da privreda ne posluje na granici proizvodnih mogućnosti u slučaju recesije je taj jaz malen, a u slučaju depresije je velik.